# Рудковський Олександр Григорович
Олекса́ндр Григо́рійович Рудко́вський (біл. Аляксандр Рыгоравіч Рудкоўскі; рос. Александр Григорьевич Рудковский; 30 жовтня 1943, Довголісся, Гомельська область — 19 грудня 1999) — радянський і білоруський співак (ліричний тенор), заслужений артист Білоруської РСР (1975).

## Біографія

### Раннє життя
Народився 30 жовтня 1943 року в селі Довголісся (нині є центром Довголіської сільської ради Гомельського району). 

### Освіта
У 1971 році закінчив Московську державну консерваторію.

### Кар'єра
Музичну кар'єру почав в 1970 році, ставши лауреатом IV Міжнародного конкурсу імені Петра Івановича Чайковського в Москві. 
У 1971 році Олександр став солістом Національного академічного Великого театру опери та балету Республіки Білорусь. 
У 1971 — 1985 роках на сцені цього театру виконав наступні партії: Ленський, Юродивий; Альфред, Герцог, Фауст; Надир («Шукачі перлів» Жорж Бізе), Дон Оттавіо («Дон Жуан»); Альмавіва («Севільський цирульник»), Рудольф («Богема»), Ернесто («Дон Паскуале» Гаетано Доніцетті). 
У 1975 році став лауреатом Міжнародного конкурсу вокалістів імені Марії Канальс, яка відбулася у Барселоні, Іспанія. У 1986 — 1997 роках працював в Державному академічному народному оркестрі імені Жиновича. 
Виконував народні та неаполітанські пісні, а також твори білоруських композиторів.

## Нагороди
- Заслужений артист Білоруської РСР (1975)[1].